# Delilah
"Delilah" é um single da banda britânica de rock Queen, lançado em dezembro de 1992 exclusivamente na Tailândia. Escrita e cantada por Freddie Mercury, a canção foi lançada originalmente no décimo quarto álbum de estúdio da banda, de título Innuendo. Alcançou o primeiro lugar na parada de singles da Tailândia.

## Composição
"Delilah" é uma música que Freddie Mercury escreveu para sua gata persa favorita, que era chamada de Delilah. Brian May gravou seu solo usando um talkbox. Alegadamente, Roger Taylor não gostava da música e se recusou a gravá-la, ficando por responsabilidade de Mercury a programação da bateria na faixa.

## Paradas
| País (1992) | Melhor posição |
| ----------- | -------------- |
| Tailândia   | 1              |

## Ficha técnica
- Freddie Mercury -vocais, piano, teclado, bateria eletrônica
- Brian May - guitarra
- John Deacon - baixo